# Hyalodermella gardeniae
Hyalodermella gardeniae är en svampart som först beskrevs av Keissl., och fick sitt nu gällande namn av Speg. 1918. Hyalodermella gardeniae ingår i släktet Hyalodermella, divisionen sporsäcksvampar och riket svampar.   Inga underarter finns listade i Catalogue of Life.